# Gorni Okol
Gorni Okol (Bulgaars: Горни Окол) is een dorp in het westen van Bulgarije. Het dorp is gelegen in de gemeente Samokov in de oblast Sofia. Het dorp ligt 30 km ten zuidwesten van de hoofdstad Sofia.

## Bevolking
In de eerste volkstelling van 1934 registreerde het dorp 1363 inwoners. In 1946 bereikte het inwonersaantal een hoogtepunt met 1585 inwoners. Sindsdien loopt het inwonersaantal in een rap tempo terug. Op 31 december 2019 telde het dorp 182 inwoners.
Van de 197 inwoners reageerden er 195 op de optionele volkstelling van 2011. Bijna alle respondenten identificeerden zichzelf als etnische Bulgaren (193 personen, oftewel 99%). Twee respondenten waren ondefinieerbaar (1%).
Van de 197 inwoners in februari 2011 werden geteld, waren er 12 jonger dan 15 jaar oud (6%), gevolgd door 61 personen tussen de 15-64 jaar oud (31%) en 124 personen van 65 jaar of ouder (63%).
Alino · Beltsjin · Beltsjinski Bani · Beli Iskar · Dolni Okol · Dospej · Dragoesjinovo · Goetsal · Gorni Okol · Govedartsi · Jarebkovitsa · Jarlovo · Klisoera · Kovatsjevtsi · Lisets · Madzjare · Mala Tsarkva · Maritsa · Novo Selo · Popovjane · Prodanovtsi · Radoeil · Rajovo · Relovo · Sjipotsjane · Sjiroki Dol · Samokov · Zlokoetsjene